# Hugo Budinger
Hugo Budinger (Düsseldorf, 1927. június 10. – Köln, 2017. október 7.) olimpiai bronzérmes német gyeplabdázó.

## Pályafutása
A német válogatott tagjaként részt vett az 1952-es helsinki olimpián. 1956-ban Melbourne-ben és 1960-ban Rómában az Egyesült Német Csapat tagjaként indult. A melbourne-i olimpián bronzérmet szerzett a válogatottal. Összesen 58 alkalommal szerepelt a nyugatnémet válogatottban.

## Sikerei, díjai
- Olimpiai játékok
  - bronzérmes: 1956, Melbourne